# Shūsaku Hirasawa
Shūsaku Hirasawa (平沢 周策?, Hirasawa Shūsaku; Prefettura di Akita, 5 marzo 1949) è un ex calciatore giapponese, di ruolo centrocampista.

## Statistiche

### Presenze e reti nei club
| Stagione | Squadra             | Campionato | Campionato | Campionato |
| Stagione | Squadra             | Comp       | Pres       | Reti       |
| -------- | ------------------- | ---------- | ---------- | ---------- |
| 1967     | Hitachi Head Office | JSL        | 11         | 4          |
| 1968     | Hitachi Head Office | JSL        | 13         | 3          |
| 1969     | Hitachi Head Office | JSL        | 13         | 2          |
| 1970     | Hitachi Head Office | JSL        | 14         | 1          |
| 1971     | Hitachi             | JSL        | 11         | 1          |
| 1972     | Hitachi             | JSL1       | 14         | 2          |
| 1973     | Hitachi             | JSL1       | 17         | 2          |
| 1974     | Hitachi             | JSL1       | 15         | 2          |
| 1975     | Hitachi             | JSL1       | 18         | 1          |
| 1976     | Hitachi             | JSL1       | 17         | 2          |
| 1977     | Hitachi             | JSL1       | 7          | 0          |
| 1978     | Hitachi             | JSL1       | 10         | 0          |
|          | Totale              |            | 160        | 20         |